# Suhîne, Berezivka
Suhîne (în ucraineană Сухине) este un sat în comunei Novokalceve din raionul Berezivka, regiunea Odesa, Ucraina.

## Demografie
Componența lingvistică a localității Suhîne
     Ucraineană (100%)
Conform recensământului din 2001, toată populația localității Suhîne era vorbitoare de ucraineană (100%).